# Copa Suzuki AFF 2016
El Campeonato de fútbol de la ASEAN, patrocinado por Suzuki y oficialmente conocido como la Copa Suzuki AFF 2016, fue la undécima edición del torneo para selecciones pertenecientes a la Federación de fútbol de la ASEAN. Fue coorganizada por los países de Filipinas y Myanmar entre el 19 de noviembre y el 17 de diciembre de 2016.

## Países sedes
En el 11.er consejo de la Federación de Fútbol de la ASEAN (AFF) reunido en la ciudad de Naypyidaw el 21 de diciembre de 2013, determinó que Myanmar y Filipinas fueran designados coanfitriones del torneo. Esta fue la primera vez que ambas naciones fueron los anfitriones del torneo regional.

### Estadios
| Bangkok               | Bangkok               | Bangkok               | Bogor                 | Bogor                     | Bogor                     | Hanoi                     | Hanoi                     | Hanoi                    | Yangon                 | Yangon                 | Yangon                 |
| --------------------- | --------------------- | --------------------- | --------------------- | ------------------------- | ------------------------- | ------------------------- | ------------------------- | ------------------------ | ---------------------- | ---------------------- | ---------------------- |
| Rajamangala Stadium   | Rajamangala Stadium   | Rajamangala Stadium   | Pakansari Stadium     | Pakansari Stadium         | Pakansari Stadium         | Mỹ Đình National Stadium  | Mỹ Đình National Stadium  | Mỹ Đình National Stadium | Thuwunna Stadium       | Thuwunna Stadium       | Thuwunna Stadium       |
| Capacidad: 49,722     | Capacidad: 49,722     | Capacidad: 49,722     | Capacidad: 30,000     | Capacidad: 30,000         | Capacidad: 30,000         | Capacidad: 40,192         | Capacidad: 40,192         | Capacidad: 40,192        | Capacidad: 32,000      | Capacidad: 32,000      | Capacidad: 32,000      |
|                       |                       |                       |                       |                           |                           |                           |                           |                          |                        |                        |                        |
| Naypyidaw             | Naypyidaw             | Naypyidaw             | Naypyidaw             | Bocaue                    | Bocaue                    | Bocaue                    | Bocaue                    | Manila                   | Manila                 | Manila                 | Manila                 |
| Wunna Theikdi Stadium | Wunna Theikdi Stadium | Wunna Theikdi Stadium | Wunna Theikdi Stadium | Philippine Sports Stadium | Philippine Sports Stadium | Philippine Sports Stadium | Philippine Sports Stadium | Rizal Memorial Stadium   | Rizal Memorial Stadium | Rizal Memorial Stadium | Rizal Memorial Stadium |
| Capacidad: 30,000     | Capacidad: 30,000     | Capacidad: 30,000     | Capacidad: 30,000     | Capacidad: 20,000         | Capacidad: 20,000         | Capacidad: 20,000         | Capacidad: 20,000         | Capacidad: 12,873        | Capacidad: 12,873      | Capacidad: 12,873      | Capacidad: 12,873      |
|                       |                       |                       |                       |                           |                           |                           |                           |                          |                        |                        |                        |

## Ronda clasificatoria
El torneo clasificatorio de la AFF 2016 fue el proceso de clasificación para el Campeonato AFF 2016. Se llevó a cabo en Camboya y participaron las cuatro selecciones de menor puntuación en el sudeste de Asia, se desarrolló en el Estadio Olímpico de Phnom Penh entre el 13 y el 22 de octubre de 2016 y otorgó un único cupo al torneo final.
| Pos. | Equipo         | Pts. | PJ | G | E | P | GF | GC | Dif. | Clasificación |
| ---- | -------------- | ---- | -- | - | - | - | -- | -- | ---- | ------------- |
| 1    | Camboya (H)    | 9    | 3  | 3 | 0 | 0 | 8  | 3  | +5   | Clasificado   |
| 2    | Laos           | 6    | 3  | 2 | 0 | 1 | 7  | 6  | +1   |               |
| 3    | Brunéi         | 3    | 3  | 1 | 0 | 2 | 5  | 8  | −3   |               |
| 4    | Timor Oriental | 0    | 3  | 0 | 0 | 3 | 4  | 7  | −3   |               |

 Fuente: AFF
| 15 de octubre de 2016, 15:30 | Brunéi | 2:1 (2:1) | Timor Oriental | Estadio Olímpico de Nom Pen, Nom Pen                        |                                                             |
|                              |        | Reporte   |                | Asistencia: 45 000 espectadores Árbitro(s): Kasimov Sherzod | Asistencia: 45 000 espectadores Árbitro(s): Kasimov Sherzod |

| 15 de octubre de 2016, 18:30 | Camboya | 2:1 (1:0) | Laos | Estadio Olímpico de Nom Pen, Nom Pen                                     |                                                                          |
|                              |         | Reporte   |      | Asistencia: 60 000 espectadores Árbitro(s): Ahmad Yacoub Ibrahim Ibrahim | Asistencia: 60 000 espectadores Árbitro(s): Ahmad Yacoub Ibrahim Ibrahim |

| 18 de octubre de 2016, 15:30 | Timor Oriental | 1:2 (0:1) | Laos | Estadio Olímpico de Nom Pen, Nom Pen                                            |                                                                                 |
|                              |                | Reporte   |      | Asistencia: 12 000 espectadores Árbitro(s): Yaqoub Yousuf Qasem Hasan Alhammadi | Asistencia: 12 000 espectadores Árbitro(s): Yaqoub Yousuf Qasem Hasan Alhammadi |

| 18 de octubre de 2016, 18:30 | Brunéi | 0:3 (0:3) | Camboya | Estadio Olímpico de Nom Pen, Nom Pen                     |                                                          |
|                              |        | Reporte   |         | Asistencia: 45 000 espectadores Árbitro(s): Lau Fong Hei | Asistencia: 45 000 espectadores Árbitro(s): Lau Fong Hei |

| 21 de octubre de 2016, 18:30 | Laos | 4:3 (1:1) | Brunéi | Estadio RSN, Nom Pen                                                  |                                                                       |
|                              |      | Reporte   |        | Asistencia: 200 espectadores Árbitro(s): Ahmad Yacoub Ibrahim Ibrahim | Asistencia: 200 espectadores Árbitro(s): Ahmad Yacoub Ibrahim Ibrahim |

| 21 de octubre de 2016, 18:30 | Camboya | 3:2 (2:2) | Timor Oriental | Estadio Olímpico de Nom Pen, Nom Pen                        |                                                             |
|                              |         | Reporte   |                | Asistencia: 55 000 espectadores Árbitro(s): Kasimov Sherzod | Asistencia: 55 000 espectadores Árbitro(s): Kasimov Sherzod |

## Fase de grupos

### Grupo A
| Pos. | Equipo        | Pts. | PJ | G | E | P | GF | GC | Dif. | Clasificación |
| ---- | ------------- | ---- | -- | - | - | - | -- | -- | ---- | ------------- |
| 1    | Tailandia     | 9    | 3  | 3 | 0 | 0 | 6  | 2  | +4   | Semifinales   |
| 2    | Indonesia     | 4    | 3  | 1 | 1 | 1 | 6  | 7  | −1   | Semifinales   |
| 3    | Filipinas (H) | 2    | 3  | 0 | 2 | 1 | 2  | 3  | −1   |               |
| 4    | Singapur      | 1    | 3  | 0 | 1 | 2 | 1  | 3  | −2   |               |

 Fuente: AFF
Criterios de clasificación: 
| 19 de noviembre de 2016 | Tailandia | 4:2 (2:0) | Indonesia | Philippine Sports Stadium, Bocaue                                          |                                                                            |
|                         |           | Reporte   |           | Asistencia: 1,153 espectadores Árbitro(s): Valentin Kovalenko (Uzbekistán) | Asistencia: 1,153 espectadores Árbitro(s): Valentin Kovalenko (Uzbekistán) |

| 19 de noviembre de 2016 | Filipinas | 0:0     | Singapur | Philippine Sports Stadium, Bocaue                                   |                                                                     |
|                         |           | Reporte |          | Asistencia: 4,339 espectadores Árbitro(s): Masoud Tufaylieh (Syria) | Asistencia: 4,339 espectadores Árbitro(s): Masoud Tufaylieh (Syria) |

| 22 de noviembre de 2016 | Tailandia | 1:0 (0:0) | Singapur | Philippine Sports Stadium, Bocaue                                |                                                                  |
|                         |           | Reporte   |          | Asistencia: 359 espectadores Árbitro(s): Arumughan Rowan (India) | Asistencia: 359 espectadores Árbitro(s): Arumughan Rowan (India) |

| 22 de noviembre de 2016 | Indonesia | 2:2 (1:1) | Filipinas | Philippine Sports Stadium, Bocaue                                      |                                                                        |
|                         |           | Reporte   |           | Asistencia: 2,068 espectadores Árbitro(s): Yu Ming-hsun (China Taipéi) | Asistencia: 2,068 espectadores Árbitro(s): Yu Ming-hsun (China Taipéi) |

| 25 de noviembre de 2016 | Singapur | 1:2 (1:0) | Indonesia | Rizal Memorial Stadium, Manila       |  |
|                         |          |           |           | Árbitro(s): Masoud Tufaylieh (Syria) |  |

| 25 de noviembre de 2016 | Filipinas | 0:1 (0:0) | Tailandia | Philippine Sports Stadium, Bocaue           |  |
|                         |           |           |           | Árbitro(s): Valentin Kovalenko (Uzbekistán) |  |

### Grupo B
| Pos. | Equipo       | Pts. | PJ | G | E | P | GF | GC | Dif. | Clasificación |
| ---- | ------------ | ---- | -- | - | - | - | -- | -- | ---- | ------------- |
| 1    | Vietnam      | 9    | 3  | 3 | 0 | 0 | 5  | 2  | +3   | Semifinales   |
| 2    | Birmania (H) | 6    | 3  | 2 | 0 | 1 | 5  | 3  | +2   | Semifinales   |
| 3    | Malasia      | 3    | 3  | 1 | 0 | 2 | 3  | 4  | −1   |               |
| 4    | Camboya      | 0    | 3  | 0 | 0 | 3 | 4  | 8  | −4   |               |

 Fuente: AFF
Criterios de clasificación: 
| 20 de noviembre de 2016 | Malasia | 3:2 (1:1) | Camboya | Estadio Thuwunna, Rangún                                          |                                                                   |
|                         |         | Reporte   |         | Asistencia: 576 espectadores Árbitro(s): Yaqoob Abdul Baki (Omán) | Asistencia: 576 espectadores Árbitro(s): Yaqoob Abdul Baki (Omán) |

| 20 de noviembre de 2016 | Myanmar | 1:2 (0:1) | Vietnam | Estadio Thuwunna, Rangún                                            |                                                                     |
|                         |         | Reporte   |         | Asistencia: 28,040 espectadores Árbitro(s): Hiroyuki Kimura (Japón) | Asistencia: 28,040 espectadores Árbitro(s): Hiroyuki Kimura (Japón) |

| 23 de noviembre de 2016 | Malasia | 0:1 (0:0) | Vietnam | Estadio Thuwunna, Rangún                                                      |                                                                               |
|                         |         | Reporte   |         | Asistencia: 2,542 espectadores Árbitro(s): Charymurat Kurbanov (Turkmenistán) | Asistencia: 2,542 espectadores Árbitro(s): Charymurat Kurbanov (Turkmenistán) |

| 23 de noviembre de 2016 | Camboya | 1:3 (1:2) | Myanmar | Estadio Thuwunna, Rangún                                                 |                                                                          |
|                         |         | Reporte   |         | Asistencia: 15,236 espectadores Árbitro(s): Kim Dong-jin (Corea del Sur) | Asistencia: 15,236 espectadores Árbitro(s): Kim Dong-jin (Corea del Sur) |

| 26 de noviembre de 2016 | Vietnam | 2:1 (1:0) | Camboya | Estadio Wunna Theikdi, Naypyidaw                                 |                                                                  |
|                         |         | Reporte   |         | Asistencia: 685 espectadores Árbitro(s): Hiroyuki Kimura (Japón) | Asistencia: 685 espectadores Árbitro(s): Hiroyuki Kimura (Japón) |

| 26 de noviembre de 2016 | Myanmar | 1:0 (0:0) | Malasia | Estadio Thuwunna, Rangún                                             |                                                                      |
|                         |         | Reporte   |         | Asistencia: 32,758 espectadores Árbitro(s): Yaqoob Abdul Baki (Omán) | Asistencia: 32,758 espectadores Árbitro(s): Yaqoob Abdul Baki (Omán) |

## Fase final
- Los partidos de semifinales y final se disputaron a partidos de ida y vuelta en el estadio del país que ejerce de local.
|  | Semifinales | Semifinales | Semifinales | Semifinales | Semifinales |   |           | Final     | Final | Final | Final | Final |
|  |             |             |             |             |             |   |           |           |       |       |       |       |
|  | A2          | Indonesia   | 2           | 2           | 4           |   |           |           |       |       |       |       |
|  | B1          | Vietnam     | 1           | 2           | 3           |   |           |           |       |       |       |       |
|  |             |             |             |             |             |   | Indonesia | Indonesia | 2     | 0     | 2     |       |
|  |             | Tailandia   | Tailandia   | 1           | 2           | 3 |           |           |       |       |       |       |
|  | B2          | Birmania    | 0           | 0           | 0           |   |           |           |       |       |       |       |
|  | A1          | Tailandia   | 2           | 4           | 6           |   |           |           |       |       |       |       |

### Semifinales
| 3 de diciembre de 2016 | Indonesia                                 | 2 : 1   | Vietnam                     | Estadio Pakansari, Bogor                                   |                                                            |
|                        | Hansamu Yama 7' · Boaz Solossa 50' (pen.) | Reporte | Nguyễn Văn Quyết 17' (pen.) | Asistencia: 30,000 espectadores Árbitro(s): Jarred Gillett | Asistencia: 30,000 espectadores Árbitro(s): Jarred Gillett |

| 7 de diciembre de 2016 | Vietnam                               | 2 : 2 (Global 3 : 4) | Indonesia                                             | Estadio Nacional Mỹ Đình, Hanói                     |                                                     |
|                        | Vũ Văn Thanh 83' · Vũ Minh Tuấn 90+3' | Reporte              | Stefano Lilipaly 54' · Manahati Lestusen 90+7' (pen.) | Asistencia: 40,000 espectadores Árbitro(s): Fu Ming | Asistencia: 40,000 espectadores Árbitro(s): Fu Ming |

| 4 de diciembre de 2016 | Myanmar | 0 : 2   | Tailandia               | Estadio Thuwunna, Rangún                                    |                                                             |
|                        |         | Reporte | Teerasil Dangda 24' 55' | Asistencia: 33,122 espectadores Árbitro(s): Ilgiz Tantashev | Asistencia: 33,122 espectadores Árbitro(s): Ilgiz Tantashev |

| 8 de diciembre de 2016 | Tailandia                                                                                             | 4 : 0 (Global 6 : 0) | Myanmar | Estadio Rajamangala, Bangkok                                |                                                             |
|                        | Sarawut Masuk 33' · Theerathon Bunmathan 66' (pen.) · Siroch Chatthong 76' · Chanathip Songkrasin 83' | Reporte              |         | Asistencia: 43,638 espectadores Árbitro(s): Adham Makhadmeh | Asistencia: 43,638 espectadores Árbitro(s): Adham Makhadmeh |

### Final
| 14 de diciembre de 2016 | Indonesia                         | 2 : 1   | Tailandia           | Estadio Pakansari, Bogor                                        |                                                                 |
|                         | Rizky Pora 65' · Hansamu Yama 70' | Reporte | Teerasil Dangda 32' | Asistencia: 30.000 espectadores Árbitro(s): Jumpei Iida (Japón) | Asistencia: 30.000 espectadores Árbitro(s): Jumpei Iida (Japón) |

| 17 de diciembre de 2016 | Tailandia                | 2 : 0 (Global 3 : 2) | Indonesia | Estadio Rajamangala, Bangkok                                                 |                                                                              |
|                         | Siroch Chatthong 37' 47' | Reporte              |           | Asistencia: 45.800 espectadores Árbitro(s): Abdulla Hassan (Emiratos Árabes) | Asistencia: 45.800 espectadores Árbitro(s): Abdulla Hassan (Emiratos Árabes) |

## Campeón
|                              |
| Bandera de Tailandia         |
| Campeón Tailandia 5.º título |

## Clasificación final
| Equipo | Equipo    | Pts | PJ | PG | PE | PP | GF | GC | Dif |
| ------ | --------- | --- | -- | -- | -- | -- | -- | -- | --- |
| 1      | Tailandia | 18  | 7  | 6  | 0  | 1  | 15 | 4  | +11 |
| 2      | Indonesia | 11  | 7  | 3  | 2  | 2  | 12 | 13 | -1  |
| 3      | Vietnam   | 10  | 5  | 3  | 1  | 1  | 8  | 6  | +2  |
| 4      | Birmania  | 6   | 5  | 2  | 0  | 3  | 5  | 9  | -4  |
| 5      | Malasia   | 3   | 3  | 1  | 0  | 2  | 3  | 4  | -1  |
| 6      | Filipinas | 2   | 3  | 0  | 2  | 1  | 2  | 3  | -1  |
| 7      | Singapur  | 1   | 3  | 0  | 1  | 2  | 1  | 3  | -2  |
| 8      | Camboya   | 0   | 3  | 0  | 0  | 3  | 4  | 8  | -4  |

## Equipo Ideal
Equipo ideal del torneo.
| Pos. | Player               |
| ---- | -------------------- |
| ARQ  | Kurnia Meiga         |
| DEF  | Tristan Do           |
| DEF  | Hariss Harun         |
| DEF  | Ronny Harun          |
| MED  | Sarach Yooyen        |
| MED  | Nguyễn Trọng Hoàng   |
| MED  | Rizky Pora           |
| MED  | Chanathip Songkrasin |
| DEL  | Stefano Lilipaly     |
| DEL  | Teerasil Dangda      |
| DEL  | Boaz Solossa         |

## Goleadores
6 goles
- Teerasil Dangda

3 goles
- Boaz Solossa
- Sarawut Masuk

2 goles
- Chan Vathanaka
- Stefano Lilipaly
- Mohd Amri Yahyah
- Aung Thu
- Zaw Min Tun
- Lê Công Vinh
- Nguyễn Văn Quyết

1 gol
- Chrerng Polroth
- Sos Suhana
- Andik Vermansyah
- Fachrudin Aryanto
- Lerby Eliandry
- Manahati Lestusen
- Rizky Pora
- Syazwan Zainon
- David Htan
- Misagh Bahadoran
- Phil Younghusband
- Khairul Amri
- Chanathip Songkrasin
- Peerapat Notchaiya
- Theerathon Bunmathan
- Nguyễn Trọng Hoàng
- Vũ Minh Tuấn
- Vũ Văn Thanh

Autogol
- Nub Tola (ante Vietnam)